# بازوپایان
بازوپایان (Brachiopoda) یکی از شاخه‌های اصلی جانوران بی‌مهره هستند. بازوپایان شاخه‌ای از سلسلهٔ جانوران است با بدنی دوقسمتی که یا به‌وسیلهٔ پایک (pedicle) ماهیچه‌ای به بستر دریا متصل می‌شوند یا آزادزی هستند و معمولاً یک دریچهٔ پایکی شکمی و یک دریچهٔ بازویی پشتی دارند و دارای جُبه‌ای (mantle) هستند که حفرهٔ جُبه‌ای را می‌پوشاند؛ این جانوران تقارن دوطرفی پشتیـ شکمی دارند و تاجیانهٔ (lophophore) آن‌ها دهان را احاطه کرده و پوشیده از شاخک‌های مژه‌دار است
بازوپایان کف‌زی و دریازی هستند و بدنشان دارای دو کفه می‌باشد و به این خاطر ظاهر ایشان با دوکفه‌ای‌ها همانندی دارد ولی درون این کفه‌ها تفاوت بسیاری بین بازوپایان و دوکفه‌ای‌ها وجود دارد. تفاوت عمده‌ای نیز در تقارن جانبی این کفه‌ها میان این دو گروه وجود دارد.
بازوپایان معمولاً به‌وسیله اندام ساقه مانندی به نام پایک به ته‌نشست‌های کف حوضه رسوبی متصل می‌شوند.
اندازه بازوپایان معمولاً از ۵ میلی‌متر تا ۸۰ میلی‌متر است.

## پیشینه
بازوپایان از جمله مهم‌ترین فونای جانوری در دیرینه‌زیستی بودند. این جانداران پس از انقراض عظیم اواخر پرمین هیچ‌گاه دیگر نتوانستند به فراوانی پیشین برگردند، در صورتی‌که دوکفه‌ای‌ها بسیار فراوان‌تر شده‌اند.
بازوپایان هم‌چنین از فراوان‌ترین بی‌مهرگان در توالی‌های رسوبی دوونین شمار می‌روند.
امروزه ۷۰ سرده (جنس) از آن‌ها بجا مانده است و ۳۰ هزار سرده سنگواره‌ای از بازوپایان شناسایی شده است.

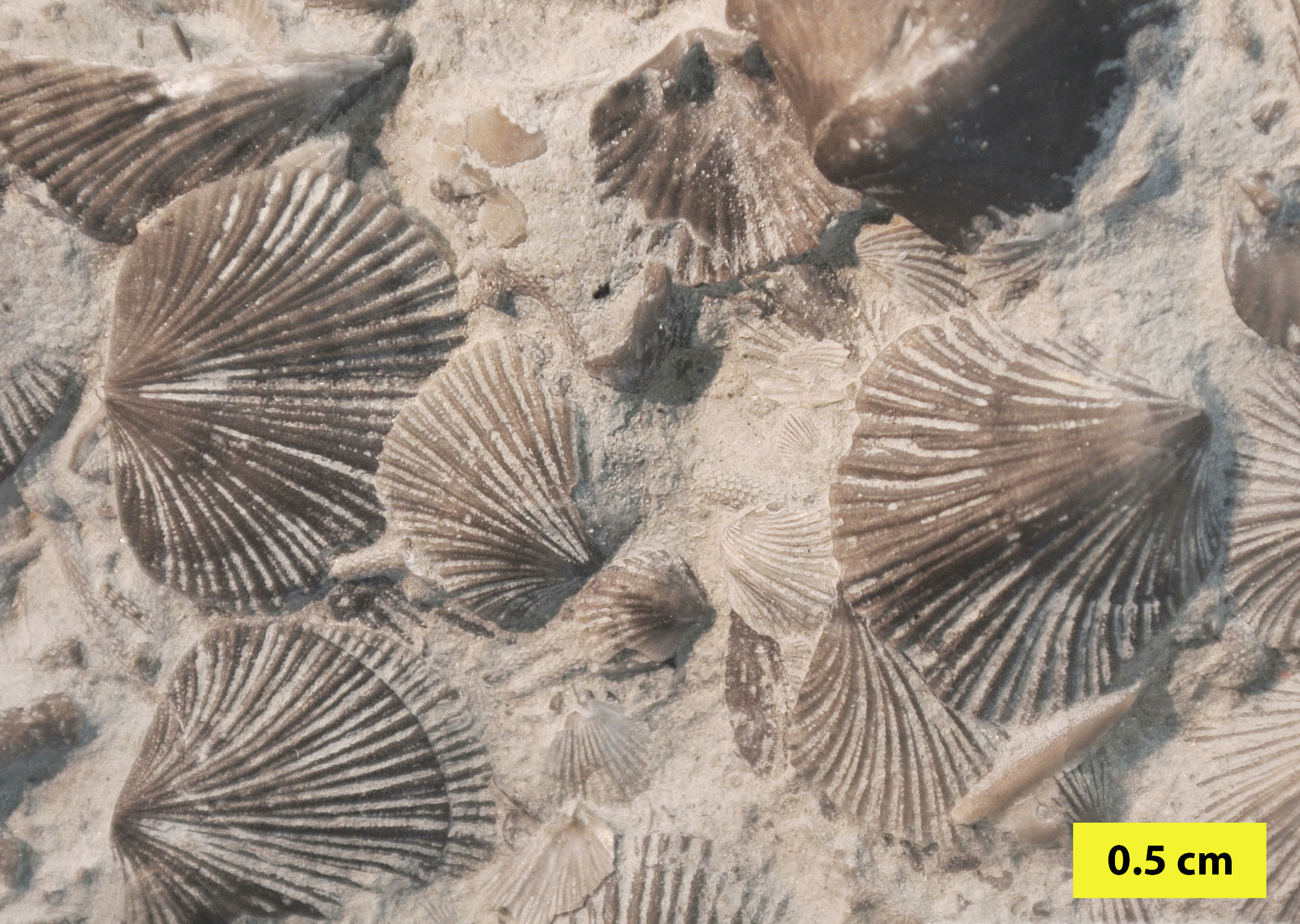
بازوپایان معمولاً در گروه‌های جمعی یافت می‌شوند.

## رده‌بندی
| آرایه‌شناسی بازوپایان طبقه‌های موجود به رنگ سبز و منقرض‌شده‌ها به خاکستری بر اساس داده‌های ویلیام، کارلسون و برونتون ۲۰۰۰ |              |                  |           |
| زیرشاخه | رده          | راسته            | منقرض     |
| زبانک‌دارریختان | زبانک‌داران   | زبانکیان         | نشده      |
| زبانک‌دارریختان | زبانک‌داران   | سیفونوترتیدا     | اردوویسین |
| زبانک‌دارریختان | زبانک‌داران   | آکروترتیدا       | دوونین    |
| زبانک‌دارریختان | پاتریناتا    | پاترینیدا        | اردوویسین |
| جمجمه‌ریختان | کرنی‌ریختان   | کرانیئیدا        | نشده      |
| جمجمه‌ریختان | کرنی‌ریختان   | کرمیوپسیدا       | کربونیفر  |
| جمجمه‌ریختان | کرنی‌ریختان   | تری‌مرلیدا        | سیلورین   |
| ریکونلی‌ریختان | چیلئاتا      | چیلئیدا          | کامبرین   |
| ریکونلی‌ریختان | چیلئاتا      | دیکتیونلیدینا    | پرمین     |
| ریکونلی‌ریختان | ابوللاتا     | ابوللیدا         | کامبرین   |
| ریکونلی‌ریختان | کوتورگیناتا  | کوتورگینیدا      | کامبرین   |
| ریکونلی‌ریختان | استروفومناتا | ارتوتتیدینا      | پرمین     |
| ریکونلی‌ریختان | استروفومناتا | تری‌پلسیدینا      | سیلوری    |
| ریکونلی‌ریختان | استروفومناتا | بیلینگسلوئیدا    | اردوویسین |
| ریکونلی‌ریختان | استروفومناتا | کلیتامبونیتیدینا | اردوویسین |
| ریکونلی‌ریختان | استروفومناتا | استروفومنیدا     | کربونیفر  |
| ریکونلی‌ریختان | استروفومناتا | فرآوران          | پرمین     |
| ریکونلی‌ریختان | رینکونلاتا   | پروتورتیدا       | کامبرین   |
| ریکونلی‌ریختان | رینکونلاتا   | اورتیدا          | کربونیفر  |
| ریکونلی‌ریختان | رینکونلاتا   | پنج‌پارگان        | دوونین    |
| ریکونلی‌ریختان | رینکونلاتا   | رینکونلیدا       | نشده      |
| ریکونلی‌ریختان | رینکونلاتا   | آتریپیدا         | دوونین    |
| ریکونلی‌ریختان | رینکونلاتا   | اسپیریفریدا      | ژوراسیک   |
| ریکونلی‌ریختان | رینکونلاتا   | تسیدئیدا         | نشده      |
| ریکونلی‌ریختان | رینکونلاتا   | آتیریدیدا        | کرتاسه    |
| ریکونلی‌ریختان | رینکونلاتا   | تربراتولیدا      | نشده      |

## نگارخانه

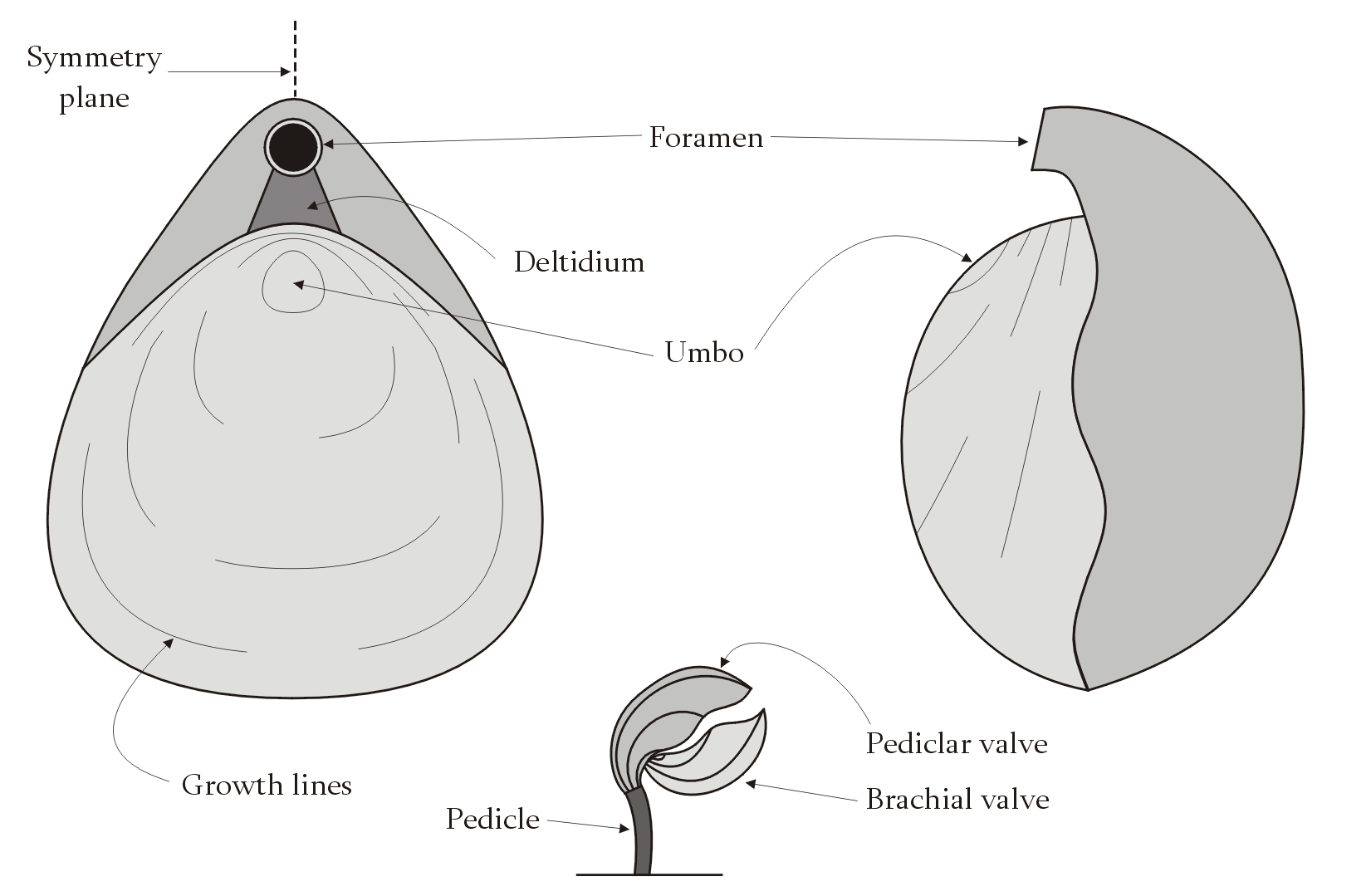
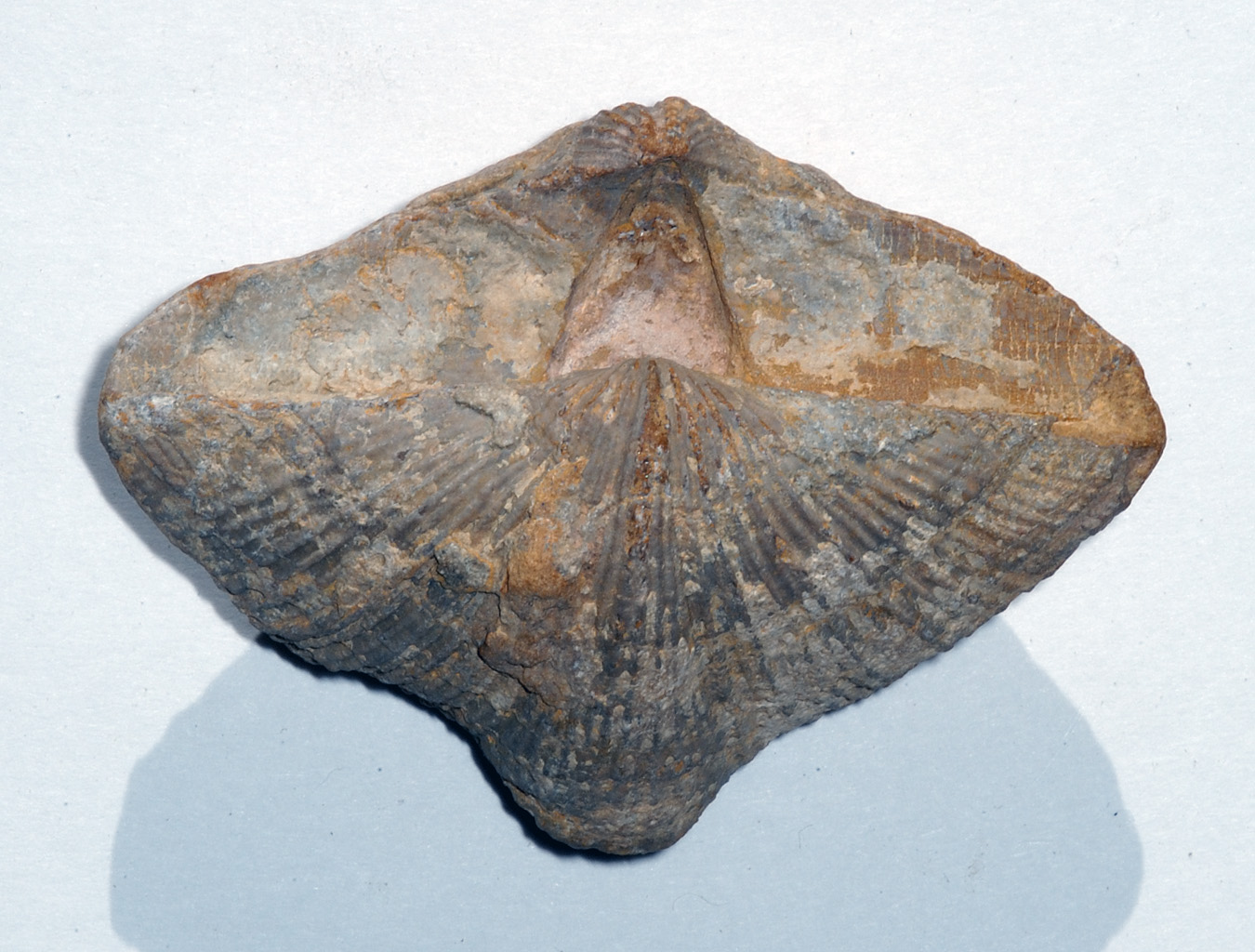
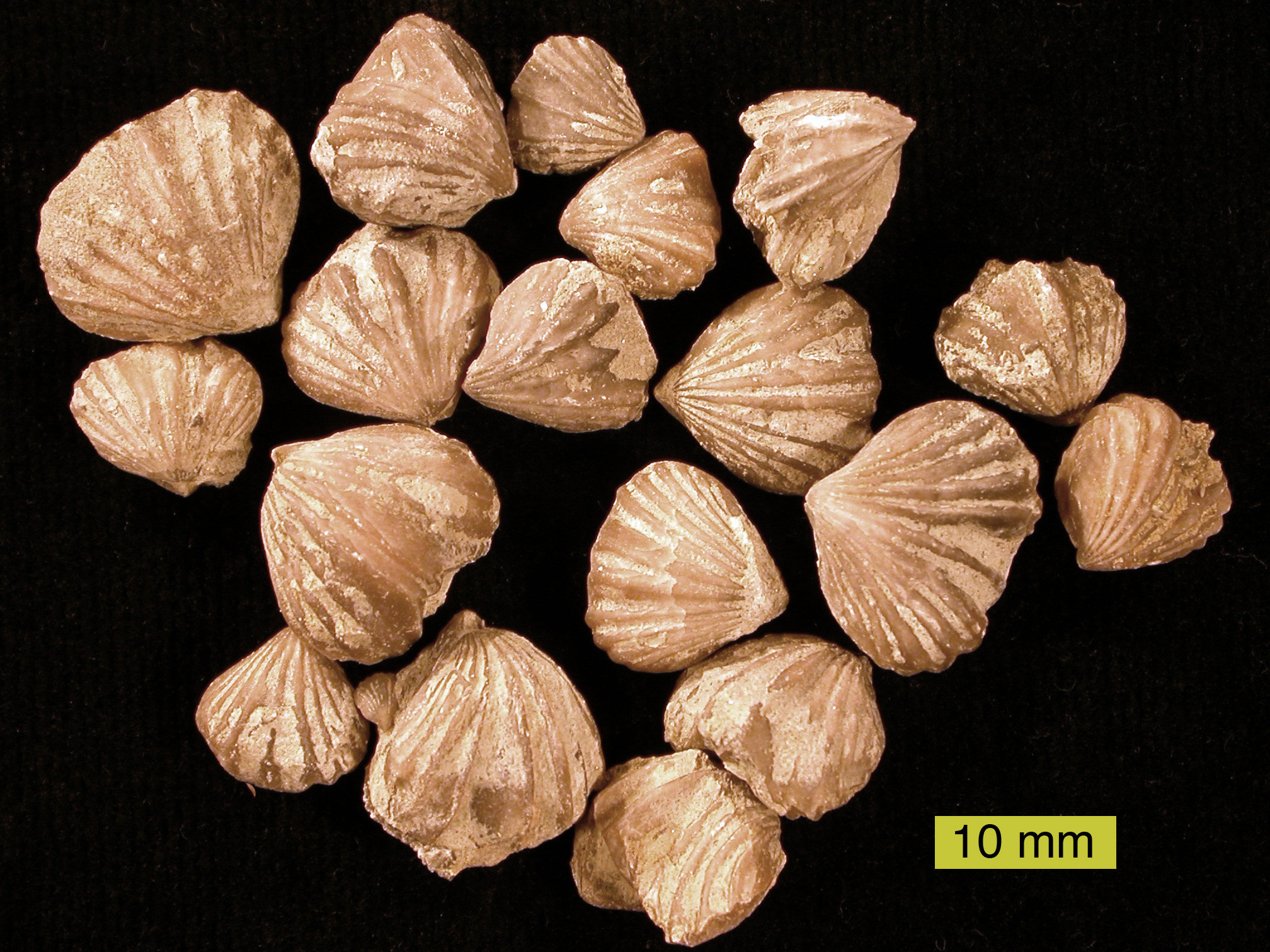
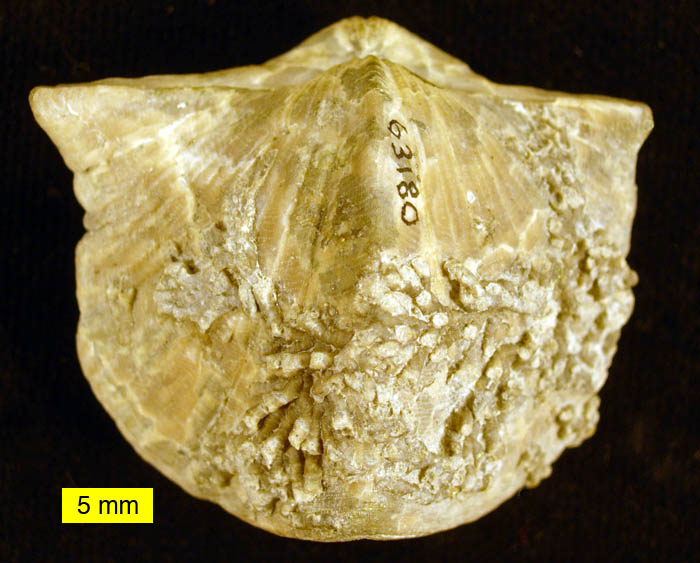
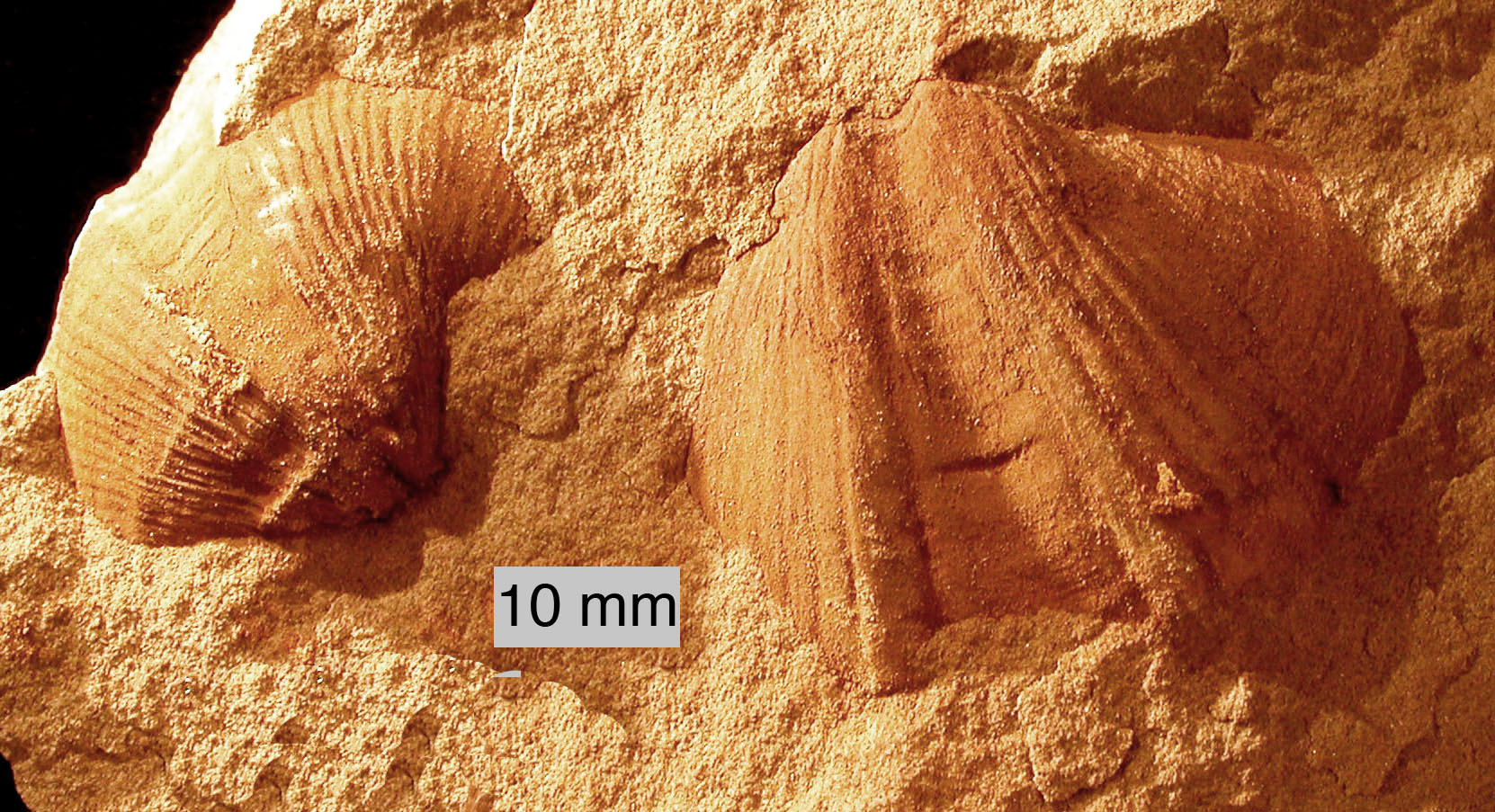
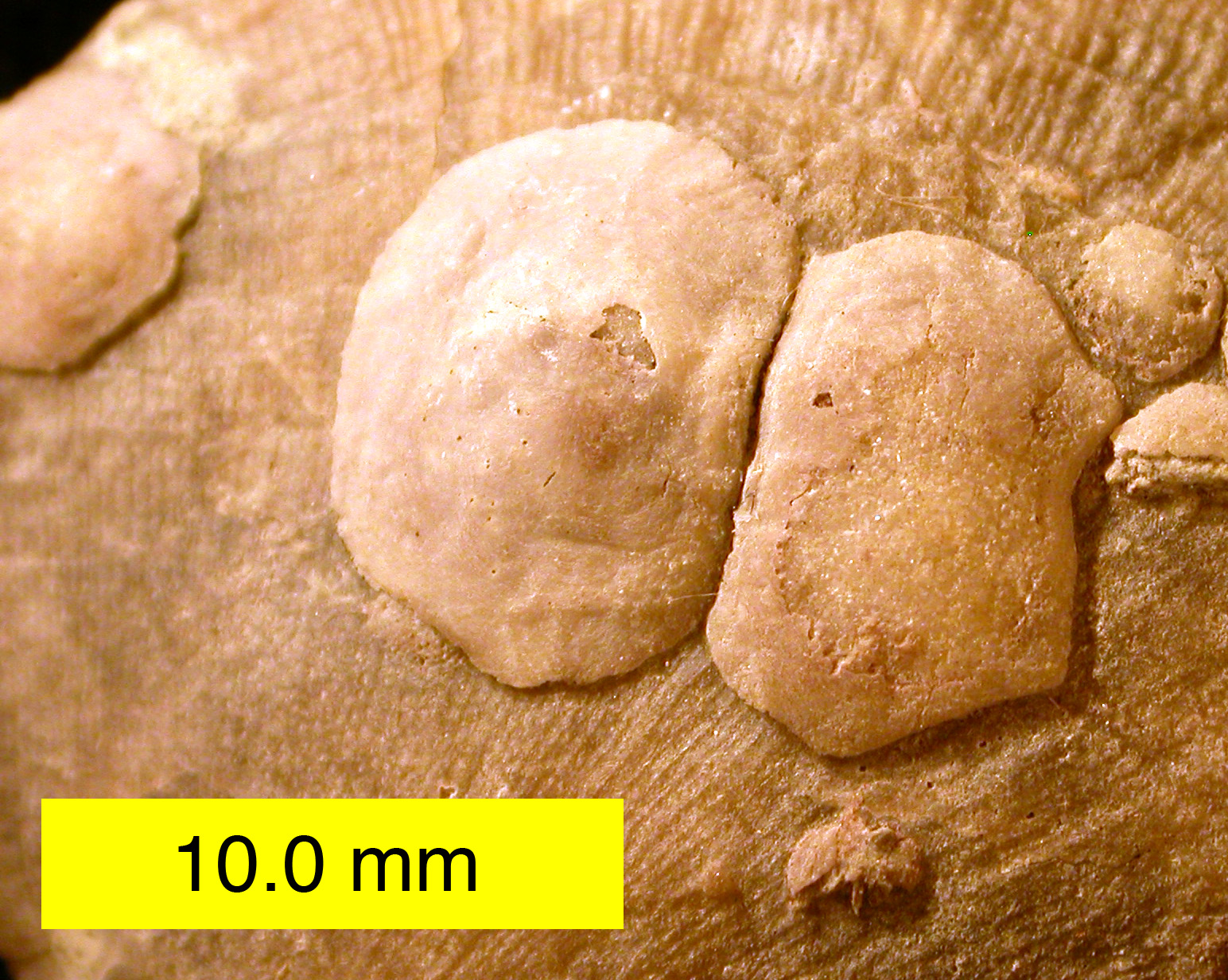
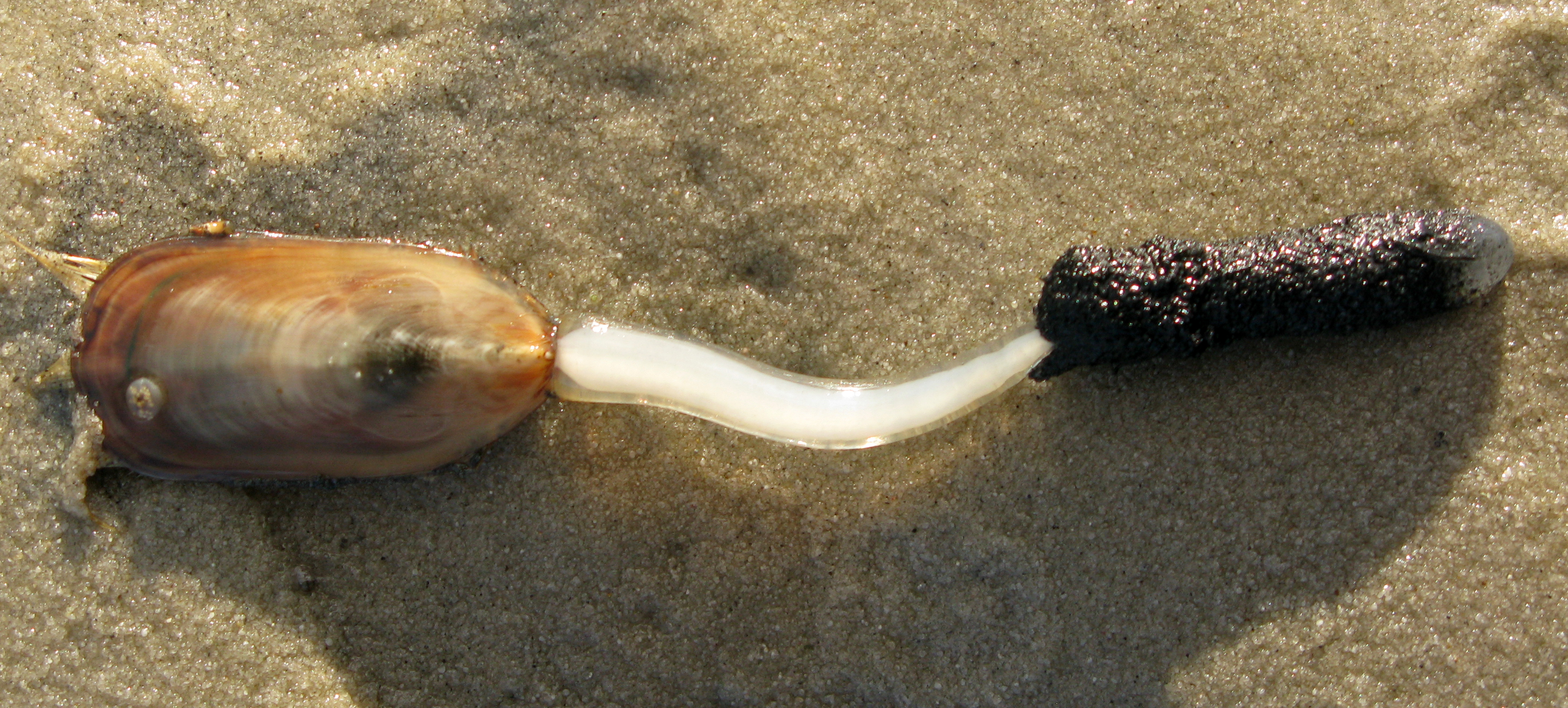
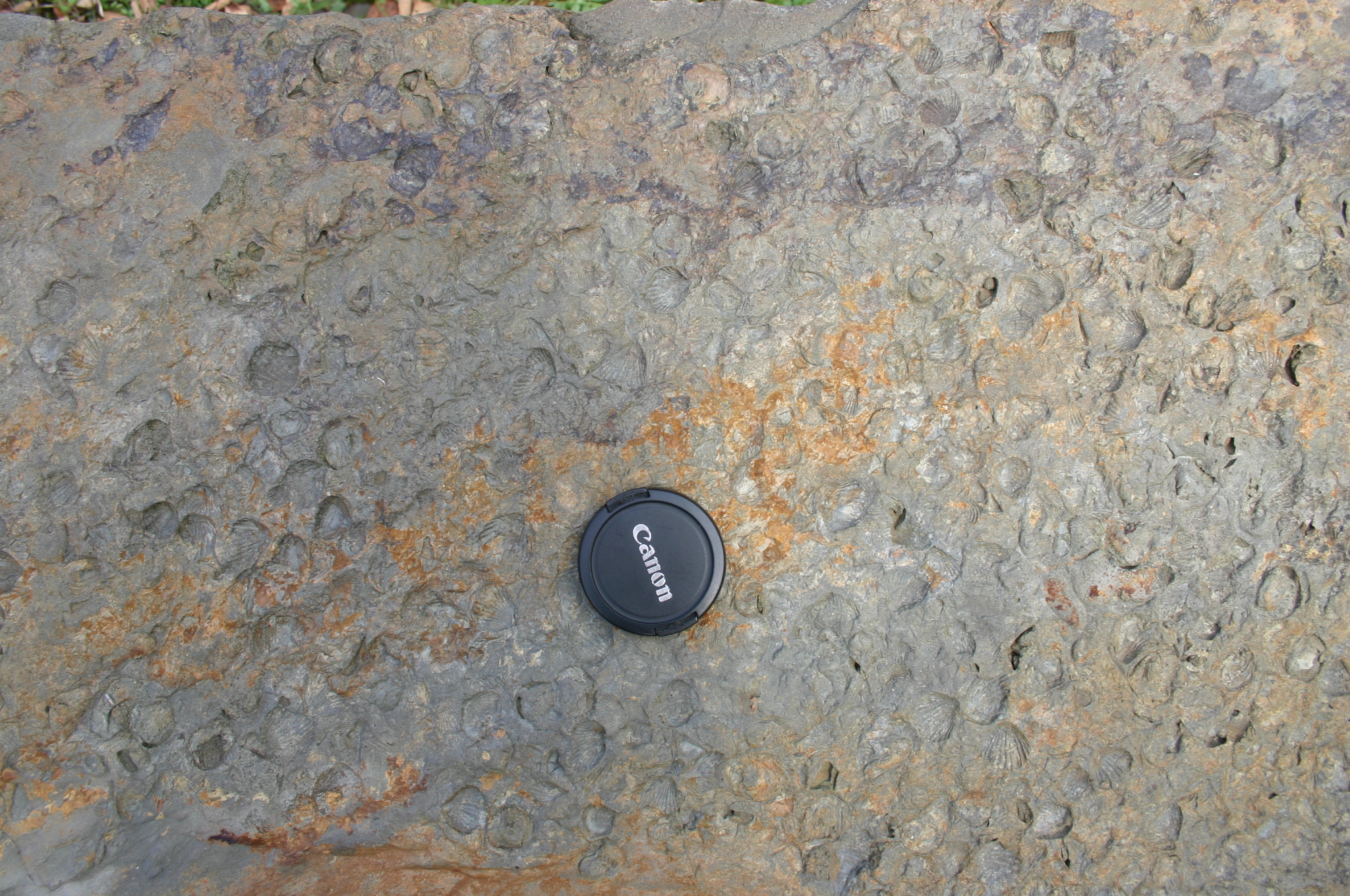
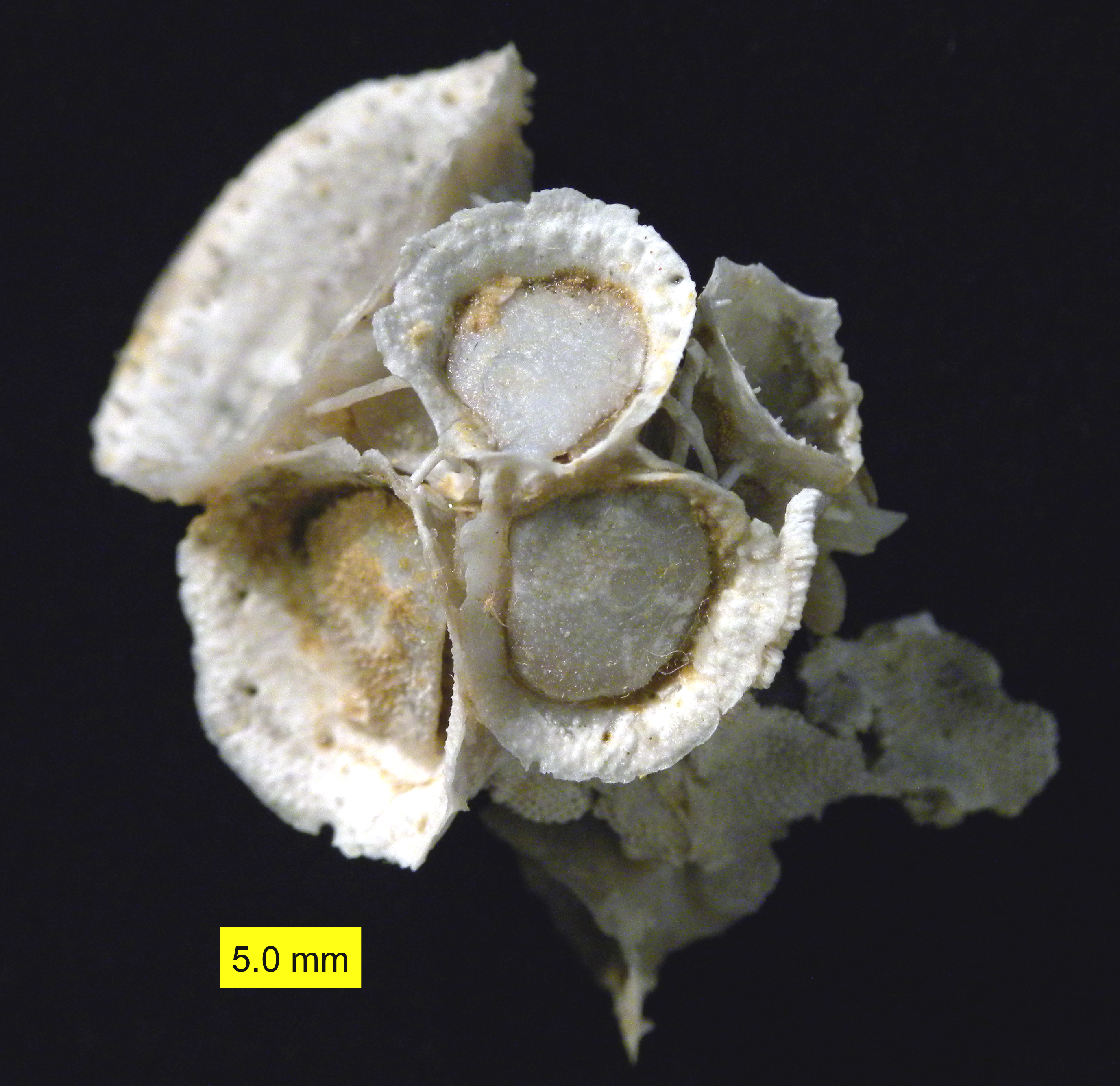
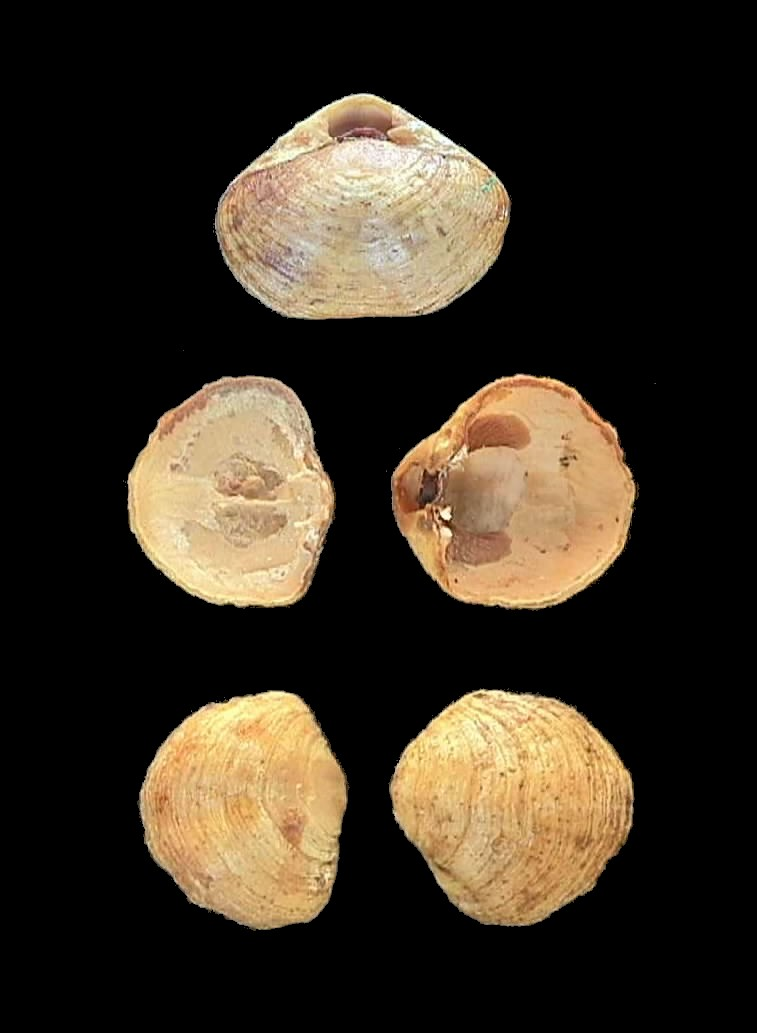